# Ая (порноактриса)
Ая (англ. Aja, настоящее имя — Ба́рбара Хо́лдер, англ. Barbara Holder, 14 июля 1963, Тампа, Флорида, США — 18 сентября 2006, Мексика) — американская порноактриса, порнорежиссёр и танцовщица. Лауреат премий AVN Awards и XRCO Award.

## Карьера
В 1990 году снялась в фильме режиссёра Шарона Кейна «Лестница в рай» (англ. Stairway to Paradise), который был предметом исследования профессора психиатрии Калифорнийского университета Лос-Анджелеса и специалиста по сексуальным отношениям человека Роберта Столлера.
В 1994 году издательство Carnal Comics опубликовало книгу комиксов о биографии Аи и о том, как она стала порноактрисой, которая переиздавалась три раза.
За свою карьеру снялась в 279 фильмах и в 17 фильмах выступила режиссёром.

## Смерть
Сообщается, что Айя умерла в Мексике 18 сентября 2006 года.

## Награды
| Год  | Церемония  | Категория              | Работа | Результат |
| ---- | ---------- | ---------------------- | ------ | --------- |
| 1989 | AVN Award  | Лучшая новая старлетка |        | Победа    |
| 1989 | XRCO Award | Старлетка года         |        | Победа    |

## Избранная фильмография
- 1986 : Kinky Vision
- 1987 : Black Widow
- 1988 : Woman’s Touch
- 1989 : Girls Who Love Girls 17
- 1990 : No Man’s Land 3
- 1991 : Chicks: No Dicks
- 1992 : Best of No Man’s Land 1
- 1993 : Puppy Love
- 1994 : American Dream Girls
- 1995 : Overtime: Dyke Overflow 2
- 1997 : From Asia With Love
- 1998 : My Second Love
- 1999 : Timeless
- 2000 : Filthy Talkin' Cuntlickers 3
- 2002 : Thigh High 2
- 2003 : Swedish Erotica 4Hr 14, 16 & 18
- 2004 : Golden Age of Porn: Aja (сборник)
- 2005 : All You Can Eat Buffet (сборник)